# Shimadzu All Japan Indoor Tennis Championships 2007
Lo Shimadzu All Japan Indoor Tennis Championships 2007 è stato un torneo di tennis facente parte della categoria ATP Challenger Series nell'ambito dell'ATP Challenger Series 2007. Il torneo si è giocato a Kyoto in Giappone dal 5 all'11 marzo 2007 su campi in cemento indoor e aveva un montepremi di $25 000+H.

## Vincitori

### Singolare
Takao Suzuki ha battuto in finale  Dieter Kindlmann con il punteggio di 2–6, 7–5, 6–1

### Doppio
Sanchai Ratiwatana /  Sonchat Ratiwatana hanno battuto in finale  Rajeev Ram /  Bobby Reynolds con il punteggio di 6–4, 6–4